# Hugo Blanco (attore)
Hugo Blanco Galiasso (Chaco, 22 gennaio 1937) è un attore argentino.

## Biografia
Nato da genitori spagnoli, ha iniziato la carriera teatrale all'età di cinque anni. Successivamente ha ricevuto il premio nazionale per la sua interpretazione nello spettacolo Clérambard. La sua carriera sul palcoscenico lo ha portato a partecipare alle compagnie di Pepita Serrador e José Cebrián. Dopo i primi impegni televisivi, nel 1961 si trasferisce in Spagna, dove gira Sinfonia per un sadico di Jess Franco. Ad esso seguono oltre cinquanta apparizioni sul grande e piccolo schermo, principalmente in ruoli secondari. In carriera ha utilizzato anche gli pseudonimi John Clark, John Russell e Hugh White.

## Filmografia

### Cinema
- L'aggressione (La patota), regia di Daniel Tinayre (1960)
- Sinfonia per un sadico (La mano de un hombre muerto), regia di Jess Franco (1961)
- I disperati della gloria (Les parias de la gloire), regia di Henri Decoin (1964)
- Rueda de sospechosos, regia di Ramon Fernandez (1964)
- Le amanti del dr. Jekyll (El secreto del Dr. Orloff), regia di Jess Franco (1964)
- El niño y el muro, regia di Ismael Rodriguez (1965)
- Mani di pistolero (Ocaso de un pistolero), regia di Rafael Romero Marchent (1965)
- Perché uccidi ancora, regia di José Antonio de la Loma ed Edoardo Mulargia (1965)
- Django non perdona (Mestizo), regia di Julio Buchs (1966)
- Texas addio, regia di Ferdinando Baldi (1966)
- La busca, regia di Angelino Fons (1966)
- The Bounty Killer, regia di Eugenio Martin (1966)
- 7 donne per i MacGregor, regia di Franco Giraldi (1967)
- Soledad (Esa mujer), regia di Mario Camus (1967)
- Escuela de enfermeras, regia di Armando de Ossorio (1968)
- La lunga notte di Tombstone (Cronica de un Atraco), regia di Jaime Jesus Balcazar (1968)
- Uno dopo l'altro, regia di Nick Nostro (1968)
- El reportero, regia di Rafael Baledon (1968)
- La Celestina, regia di César Ardavin (1969)
- Sharon vestida de rojo, regia di German Lorente (1969)
- Paranoia, regia di Umberto Lenzi (1970)
- Chicas de club, regia di Jorge Grau (1970)
- La Lola, dicen que no vive sola, regia di Jaime de Arminan (1970)
- Goya, historia de una soledad, regia di Nino Quevedo (1971)
- El techo de cristal, regia di Eloy de la Iglesia (1971)
- Peccato mortale (No encontré rosas para mi madre), regia di Francisco Rovira Beleta (1973)
- Disco rojo, regia di Rafael Romero Marchent (1973)
- Una breve vacanza, regia di Vittorio De Sica (1973)
- Das Tal der tanzenden Witwen, regia di Volker Vogeler (1975)
- La corruzione imperversa (La ultima jugada), regia di Aldo Sambrell (1975)
- La petroliera fantasma (Docteur Justice), regia di Christian-Jaque (1975)
- La ragazza dalla pelle di corallo, regia di Osvaldo Civirani (1976)
- Die Standarte, regia di Ottokar Runze (1977)
- Asalto al casino, regia di Max H. Boulois (1981)
- La vida, el amor y la muerte, regia di Carlos Puerto (1982)
- Tex e il signore degli abissi, regia di Duccio Tessari (1985)
- Romanza final, regia di José Maria Forqué (1986)
- Colpo di stato - Spagna 18 luglio 1936 (Dragon Rapide), regia di Jaime Camino (1986)
- Cronica sentimental en rojo, regia di Francisco Rovira Beleta (1986)
- L'agguato (Al acecho), regia di Gerardo Herrero (1988)
- Matar al nani, regia di Roberto Bodegas (1991)
- Dyningar, regia di Saaed Assadi (1991)

## Televisione
- Gran Teatro – serie TV, un episodio (1965)
- Hora once – serie TV, un episodio (1971)
- Alta comedia – serie TV, un episodio (1974)
- Jo Gaillard – serie TV, un episodio (1975)
- Cuentos y leyendas – serie TV, un episodio (1975)
- Curro Jiménez – serie TV, un episodio (1976)
- El ciclo de Guillermo Bredeston y Nora Carpena – serie TV, 7 episodi (1981-1982)
- Ramon y Cajal – serie TV, un episodio (1982)
- Los Reporteros – serie TV, 3 episodi (1983)
- Pagina de sucesos – serie TV, un episodio (1985)
- Turno de oficio – serie TV, 2 episodi (1986)
- Lorca, morte di un poeta (Lorca, muerte de un poeta) – serie TV, un episodio (1988)
- Miguel Servet – serie TV, 2 episodi (1989)
- Brigada central – serie TV, 3 episodi (1989-1990)
- Sangue blu (Blaues Blut) – serie TV, un episodio (1990)
- Tercera planta, inspeccion fiscal – serie TV, un episodio (1992)

## Doppiatori italiani
Nelle versioni italiane dei suoi film, Hugo Blanco è stato doppiato da:
- Luciano De Ambrosis in La lunga notte di Tombstone, Paranoia
- Cesare Barbetti in Texas addio
- Sergio Tedesco in The Bounty Killer
- Pino Colizzi in Perché uccidi ancora
- Sergio Graziani in 7 donne per i MacGregor